# Roeloffina van Heteren-Vink
Roeloffina van Heteren-Vink (Utrecht, 1 april 1875 – Den Haag, 3 januari 1971) was een Nederlands etser, schilder en tekenaar.

## Leven en werk
Roeloffina Vink was een dochter van koopman Abram Cornelis Vink en Anna Cornelia Muller. Ze was een leerling van Johan Gabriëlse, Sárika Góth en Gé Röling, Ze bezocht bovendien de vrouwenklas van Ernest Blanc-Garin. Vink trouwde in 1902 met Willem Jacob van Heteren (1872-1961). Hij was aanvankelijk onderwijzer, later muntmeester bij 's Rijks Munt. Zij woonden afwisselend in Utrecht en Zeist, in 1964 verhuisde ze naar Den Haag.
Van Heteren-Vink schilderde en etste bloemen, landschappen, figuurstudies en portretten.
Ze was lid van het Utrechts Genootschap Kunstliefde. Ze nam onder meer deel aan de Nationale tentoonstelling van kunstwerken (1915) in Den Haag, een jubileumtentoonstelling van Kunstliefde (1937) in Utrecht en de tentoonstellingen Onze kunst van heden (1939-1940) en Kunst in Vrijheid (1945) in het Rijksmuseum Amsterdam. Van Heteren-Vink was penningmeester van de Utrechtse afdeling van de Vereeniging voor Verbetering van Vrouwenkleeding (1906).
- Biografisch Portaal: 37887982
- RKD-Nederlands Instituut voor Kunstgeschiedenis: 235743